# Yves Stourdzé
Yves Stourdzé né le 1er décembre 1947 à Paris où il est mort le 28 décembre 1986, est un philosophe et sociologue français.
Il a produit, en un temps bref, une analyse des fondements du pouvoir et du système des grandes organisations ; il a étudié les conditions techniques et institutionnelles de l'innovation dans la société française et les freins auxquels elle se heurte. Universitaire et chercheur distingué, il a dirigé pendant les dernières années de sa vie le Centre d’étude des systèmes et technologies avancées (CESTA).

## Biographie
Yves Stourdzé suit des études de philosophie et de sociologie à l'université Paris X-Nanterre. Après une maîtrise sous la direction de Jean-François Lyotard, il soutient en 1977 une thèse (Le champ organisationnel), sous la direction de Marc Ferro, thèse qui selon les termes de ce dernier parvient à intégrer « en un système cohérent des savoirs et des pratiques qui appartiennent à la sociologie, à l’histoire, à l’ethnologie et à la science des communications ».
Très tôt impliqué dans le syndicalisme étudiant, au bureau de l’UNEF à l’université de Nanterre, Yves Stourdzé s’en éloigne et « va véritablement émerger comme nouveau leader » lors de la grande grève de novembre 1967, annonciatrice de Mai 68. Il participe à la création du Mouvement du 22 Mars et prend une part active à ce qu'on appelle les Événements de Mai.
Dès 1969 jusqu’en 1983 Yves Stourdzé enseigne à l’Université Paris IX Dauphine (1971-1982), en Sociologie des Organisations et dans le DESS (Diplôme d’études supérieures spécialisées) de Gestion ; il intervient à Vincennes Paris VIII (1970-1971) dans le cadre du séminaire Cinéma & Société et Économie, Politique et Psychanalyse sous la direction de Jean-François Lyotard et Gilles Deleuze. Titulaire d'un poste d’assistant à l'Université de Poitiers dans le département sociologie dirigé par René Lourau (1972-1974), il donne en même temps des cours à Paris Descartes en Sciences de la Société et à l’École normale supérieure de l’enseignement technique (ENSET) de Cachan.
Yves Stourdzé mène parallèlement une carrière de chercheur ; il crée sa propre structure Communication, Stratégie et Prospective (CSP, 1976-1981) puis dirige à Paris IX Dauphine l’équipe Sciences humaines du laboratoire de l’IRIS (directeurs : Jacques Attali & Marc Guillaume) et de 1981 à 1983 le laboratoire Technologie et Société. Il est nommé Conseiller Scientifique au Centre national d’études des télécommunications (CNET, 1976-1986).
Ses nombreuses activités de recherche s'intéressent initialement aux politiques urbaines et à la généalogie des télécommunications. Il se consacre ensuite pour l'essentiel à l'étude des conditions techniques institutionnelles et sociale de l'innovation, disséquant particulièrement le secteur des techniques de communication, son étroite collaboration avec la direction générale des Télécommunications (DGT) lui permettant d'être pionnier dans ce domaine. À partir d'un minutieux travail de généalogie des différents réseaux de communication (routes, postes, canaux, chemins de fer, photographie, cinéma, et surtout télégraphe et téléphone), lui et son équipe révèlent l'existence d'un modèle français de développement et de contrôle de l'innovation dans ce secteur ce qui lui fait écrire qu'en France une certaine forme de dérégulation sera nécessaire pour aborder la révolution de l'informatique et des réseaux de communication interactifs.
Après un bref passage au Centre mondial de l'informatique (1982) créé par Jean-Jacques Servan-Schreiber, Yves Stourdzé est nommé le 13 juin 1983, par arrêté du ministre de l’Industrie et de la Recherche, directeur général du Centre d’étude des systèmes et technologies avancées (CESTA) créé à la suite du colloque national de la recherche et de la technologie en 1982 comme centre d’évaluation et de promotion des technologies avancées. Il fera de cette structure, devenue EPIC, un think tank alliant missions de prospective technologique, de formations, d'information et d'animation de haut niveau. Le CESTA sera un acteur majeur dans la mise en œuvre des grands programmes de coopérations internationales que furent Technologie, Croissance, Emploi à la suite du Sommet de Versailles des pays industrialisés en 1982, et EUREKA, réponse à l’Initiative de défense stratégique (IDS) américaine en 1985 : « Le CESTA est le symbole d’une France extirpée du sectarisme, ouvert à son environnement international et ayant compris que la promotion des technologies avancées passe par le dialogue des disciplines et des savoir-faire » dira son directeur général.
Yves Stourdzé était marié à Marie-Noël Plessix et père de leurs trois enfants : Sam Stourdzé, né en 1973, Laurent, né en 1978 et Andréa, née en 1980.

## Séminaires & colloques
Durant la période 1970-1982, grâce à ses approches incisives, ses travaux et publications largement diffusés, Yves Stourdzé est sollicité tant en France qu’à l’international, comme intervenant à différents colloques ou comme expert dans le cadre de différents groupes de réflexion ou missions de recherche.
- Mission au Japon (1978) financée par la direction générale des Télécommunications (DGT) suivie de la mise en place d’une collaboration scientifique avec le Research Institute of Telecommunications and Economics, Tokyo (1979).
- Rapporteur du groupe de travail CNRS-MIT sur Télécommunications et chemin de fer, puis secrétaire des groupes de travail CNRS-MIT (années 1979 et suivantes).
- Expert auprès de groupes de travail de la DATAR (1980).
- Expert invité des Nations unies, éducation, sciences et culture. (1980).
- Expert sur un programme conjoint de recherches mené par l’ université du Michigan, Ann Arbor et la National Science Foundation et consultant au MIT (1980).
- Production des documents de travail en vue de la réunion d’experts de l’UNESCO à Vienne sur les systèmes de communications (1980)
- Expert du groupe de travail Anthropologie et Média, préparatoire au colloque Réussir l’école, Institut national de la recherche pédagogique (INRP, 1981)

Plus tard (1983-1986), avec ses équipes, il fera du CESTA un lieu de rencontre de talents, de dialogue entre les savoir-faire, engageant des échanges entre industriels, hauts fonctionnaires et chercheurs de champs scientifiques différents. Liste sélective des principaux colloques, actes, séminaires, groupes de travail.
- Premier colloque Image, Biarritz 21 – 25 mai 1984. Traitement, synthèse, technologie et applications (2 volumes), organisé par le CESTA en collaboration avec le Groupe de recherche et de traitement du signal GRETSI
- Technologies nouvelles à l’hôpital (TNH) – CESTA, Actes du Cycle de Formation mars-octobre 1984
- Cognitiva 85, de l’intelligence artificielle aux biosciences, Paris 4 – 7 juin 1985. À la frontière de l’intelligence artificielle, des sciences de la connaissance, des neurosciences (2 volumes), organisé par le CESTA en collaboration avec l’AFCET et l’ARC
- Deuxième colloque Image, Nice 21 – 25 avril 1986. Traitement, synthèse, technologie et applications (2 volumes), organisé par le CESTA et ACM-SIGGRAPH/France
- Stratégies de modernisation des activités tertiaires, Séminaire CESTA 1985-1986 : les outils de la compétitivité/ investissements et résultats/ contraintes techniques et perspectives industrielles/ gestion prévisionnelle des ressources humaines/ stratégies d’insertion et de formation/ réalités et pratiques bureautiques des entreprises américaines
- Milieux extrêmes/Environnemental extrêmes Marseille 25-26-27 février 1986 – 226 pages
- MARI 1987 (Machines et réseaux intelligents) – 2 tomes d’Actes ; tome 1 (486 pages) et tome 2 (477 pages), mai 1987

## Pensée
Yves Stourdzé a publié des ouvrages où l'ampleur de son érudition et la profondeur de sa vision se traduisent dans un style très particulier, proche d'une expression poétique : Organisation, anti-organisation ( Mame, 1973; en cours de ré-édition : Sens & Tonka, 2015), Les Ruines du futur (Sens & Tonka 1978) et Fin d’Artifice (Eric Fabre, 1981). Par ailleurs un grand nombre de ses articles et textes inédits ont été rassemblés dans l’ouvrage posthume Pour une poignée d'électrons mis en forme par Marie Thonon-Jacopin et Jean-François Blondeau-Patissier (Fayard, 1987).
Dans Organisation, anti-organisation, ouvrage issu de sa thèse, il montre comment « les organisations codifient, quadrillent, centralisent ». Il dévoile « qu'à travers l'organisation le pouvoir codifie le réel, qu'elle est dispositif de transformation, changement de forme qui impose sa loi au contenu et que gérer les hommes comme gérer les marchandises, c'est manipuler du signe. »
Dans Les Ruines du futur, il met au jour l'impuissance du pouvoir qui « ne s'exerce plus que par mutation, réseau et clignotement..... [qui] fonde sa puissance sur son absence même ». Dans le domaine urbain, il découvre deux images de la ville qui se déposent et se sédimentent : « l'une, [celle] de la fixité, de l'irruption, bref de la fortification et de la paralysie, l'autre [celle] de la circulation intime, de la consommation et de la réversibilité ». Il affirme également que derrière les objets et leurs usages se révèlent l'imaginaire social et la gestion de la cruauté et de la morbidité.
Dans Fin d’Artifice (ouvrage aujourd’hui épuisé dont le texte a été repris dans Pour une poignée d’électrons), au fil de sept gravures d’Alexandre Gherban Yves Stourdzé déroule une poétique du concept et du pouvoir autour de thèmes et de variations qui lui sont chers : « …Agonie du concept. Qu’il ne se fixe. Ni ne s’érige. Mais se disperse et se liquéfie…Il est vrai qu’un concept debout’ est terrible. Assumant splendide l’impossible de sa survie ». « En cette fin de siècle, dira Alexandre Gherban, [nous sommes] dans une situation de nomadisme inouï de valeurs et de modèles ; … l’effondrement des Grands Récits Idéologiques dont parle Lyotard,… le surgissement des Nébuleuses A-Syntaxiques dont parle Stourdzé… »
Dans les textes de Pour une poignée d'électrons, abondamment nourris de son travail généalogique, il soutient que les termes qui constituent la communication « sont l'enregistrement de la langue, du temps, du corps ». Il montre que le pouvoir en France s'est toujours méfié de la communication directe entre les gens et qu'il a donc toujours privilégié les techniques de communication qu'il pouvait contrôler ou qui mettent en scène sa prédominance : le télégraphe Chappe et ses stations fortifiées, le réseau ferré en étoile, la presse plutôt que le téléphone, etc. De la même façon le pouvoir privilégie le lourd, le fortifié, la ligne Maginot plutôt que les chars. En France « se distinguent ses Grands Corps et ses Petits Vices, ses notables et ses employés, ses fantasmes et ses espoirs. Pêle-mêle au gré d'une histoire de toile d'araignée technique : le marchand, le politique, l'ingénieur et le fonctionnaire. Et dans un tout petit coin obscur, le client ». C'est pourquoi il est nécessaire de « déréguler en profondeur la société française pour promouvoir l'innovation » et les « dérégulateurs » doivent « avoir sans cesse présents à l'esprit les visages des inventeurs qui, dans le domaine des communications, n'ont pas eu d'autres choix depuis deux siècles que de baisser les bras… Car un climat propice à l'innovation ne se crée pas d'un coup de baguette magique. Il faut créer les institutions et les stimulants qui offrent à l'inventivité les moyens de son expansion, voire les possibilités d'un recours ».

### Essais
- Organisation, anti-organisation, Sens & Tonka, 2015 (1re éd. Mame, 1973) (ISBN 978-2-84534-254-5).
- Les Ruines du futur, Sens & Tonka, 1998 (1re éd. Cahiers d’Utopie, 1978).
- Fin d’Artifice  (tiré à 77 exemplaires sur Velin d’Arche, numérotés et signés), Paris, Eric Fabre, 1981.
- Pour une poignée d’électrons. Pouvoir et communication  (posthume), Fayard, 1987.

### Rapports
- Recherche image  (avec Henri False), Documentation française, 1981.
- Technologie, Culture, Communication  (avec Armand Mattelart), Documentation française, 1982.

### Articles
- « Le désir désamorcé », Épistémologie sociologique « L’opinion et sa raison »,‎ 1er semestre 1972.
- « Le pouvoir en miettes », Communications « La notion de crise »,‎ 1976.
- « L’enregistrement automatique et la métamorphose des supports », IRIS, t. II « Communication et Société »,‎ 1976.
- « Comment contrôler le déplacement », IRIS, t. III « Communication et Société »,‎ 1977.
- « Ville soustraite, cité calcinée, pouvoir ahuri », Revue d’Esthétique, nos 10/18 « La ville n’est pas un lieu »,‎ 1977.
- « Fragments ruinés pour une archéologie du futur », Traverse, no 9 « Ville panique »,‎ 1977.
- « Généalogie des télécommunications françaises », Les réseaux pensants,‎ 1978, p. 26 (lire en ligne [PDF]).
- « Généalogie de la commutation », IRIS, t. I « Communication et Société »,‎ 1978.
- « Généalogie du télégraphe », IRIS « Communication et société »,‎ 1978.
- « Les États-Unis et la guerre des communications »  (3 articles), Le Monde,‎ 14, 15 et 16 décembre 1978.
- « Hypothèse sur la relation Catastrophe/Réseau », Futurible,‎ novembre 1979.
- « La révolution réticulée », Traverse, no 16 « Courts-Circuits »,‎ 1979.
- « Le statut de l’opérateur humain dans les systèmes de communication », Revue internationale des Sciences Sociales, vol. XXXII,‎ 1980.
- « La nouvelle électronique : redéploiement industriel et/ou intellectuel », Revue Analystes Financière,‎ juillet 1980 (lire en ligne).
- « Le pouvoir à géométrie variable : la dérégulation », Annales des Mines,‎ février 1981.
- « De la vapeur à l’électricité », Culture Technique, no 2,‎ février 1981.
- « Télématique populaire ou électronique militaire », Cadres CFDT, no 299,‎ juillet-août 1981.
- « La technologie comme enjeu », Revue Télécommunications,‎ octobre 1981.
- « Semi-automatique ou tout automatique ? Est-ce la question ? », Économie Humanisme, no 262,‎ novembre-décembre 1981.
- « Autopsie d’une machine à laver », Débat, no 17,‎ décembre 1981.
- « Les déchirements d’un Yalta technologique », Le Figaro,‎ 3-4 juillet 1982.
- « Insécurité et Prospective », Pour une poignée d'électrons,‎ 1987.
- « Télécommunications », L’Expansion,‎ octobre 1982.
- (en) « The science and technology revolution », Journal of Japonese Trade & Industry,‎ mai-juin 1983.
- « Tracking the flow of information », Science,‎ 12 août 1983.
- « Une passion et électron », Les nouvelles,‎ 22 février 1984.
- « Les robots multiservices », Industries et Techniques,‎ 1er juin 1984.
- « Philosophie : le défi technologique », Les Nouvelles,‎ 21-27 juin 1984.
- (en) « A political push for scientific cooperation », Science,‎ juin 1984.
- « Déréglementer ! », Enjeux, no 53,‎ décembre 1984.
- « La stratégie d’ouverture », Cadutique, no 6,‎ avril 1985.
- (en) « Impact of new technical revolution on social development », Colloque New Technical Revolution, Pékin,‎ octobre 1985.
- « Les roses de Versailles », Politique Industrielle, no 1,‎ 1985.
- « Espace, circulation, pouvoir », Revue L’Homme et la Société, no 29,‎ 30 juillet.
- « La dérégulation et la nouvelle régulation entre l’autogestion et les corporations », Actes du colloque Rôle et devenir de l’autodiscipline dans la société française,‎ 1985.
- « Le passeport Eurêka », L’Hebdo,‎ juin 1985.
- « Quatre défis cardinaux », Libération,‎ 6 novembre 1985.
- « Les vertus toniques du cocktail européen », Libération,‎ 7 novembre 1985.
- « Les ambitions d’Eurêka. Vers une nouvelle coopération scientifique et industrielle », Le Monde diplomatique,‎ août 1985, p. 17 (lire en ligne).
- « MA.R.I. ou l’accouchement d'un nouveau monde », Archives personnelles,‎ 1986.
- « Le futur en images », Les Échos « Industrie »,‎ avril 1986.
- « Eurêka : le monde, l’Europe, la France », Le Débat, Gallimard, no 40,‎ mars 1986, p. 130-142 (lire en ligne).
- « Le CESTA : l’art d’ouvrir les portes », Challenge,‎ avril 1986.
- « Automatiser le passé, humaniser le futur », Les Dynasteurs,‎ juillet-août 1986.

### Filmographie
- 1983 : Le baiser, réalisé avec une caméra thermique et avec la participation de l'armée.
- 1984 : Technologies modernes dans la construction, un an de tournage chez Bouygues, diffusé en France et en Chine.
- 1984 : L'ADN et l'institut Pasteur, film réalisé lui aussi sur un an, sur l'acide désoxyribonucléique à but pédagogique pour les étudiants en biologie.
- 1984 : Le Minitel à Rennes
- 1984 : La Robotique et Urba 2000
- 1985 : La semaine de l'image électronique de Biarritz : première liaison au visiophone entre François Mitterrand et Louis Mexandeau.
- 1985 : Entretien avec Michel Serres sur l'avenir des nouvelles technologies.
- 1985 : Entretien avec Michèle Cotta sur le rôle des images dans les médias
- 1985 : pilote d'une série télévisée produite par France Régions 3[Laquelle ?].
- 1986 : La pièce du Scirocco, fiction tirée d'une pièce de théâtre contemporaine.

## Hommages
Avant son décès en décembre 1986, Yves Stourdzé a été décoré de l’ordre national du Mérite par le président François Mitterrand, qui a également inauguré en sa mémoire en 1987 l’amphithéâtre Yves Stourdzé dans les locaux de l’ancienne école Polytechnique rue Descartes, dans le 5e à Paris.